# Transmission série

Exemple de transmission en parallèle et de transmission en série.

En informatique et en télécommunications numériques la transmission série est la modalité de transmission de données dans laquelle les éléments d'information se succèdent, les uns après les autres, sur une seule voie entre deux points. Elle s'oppose à la transmission parallèle, qui transmet simultanément les éléments d'information sur plusieurs voies.
La transmission série se fait par des signaux électriques, optiques ou radio.

## Généralités
Les dispositifs de transmission série à bas débit ou à courte distance peuvent fonctionner comme des bus électroniques, avec plusieurs composants connectés sur la même ligne. Le protocole de communication détermine quel composant peut émettre ; les autres reçoivent tous l'information et l'exploitent si elle leur est destinée. La distance ne peut dépasser le quart de celle que le signal peut parcourir dans la durée la plus courte entre deux états successifs.
Les dispositifs sans fil fonctionnent de la même manière avec des infrarouges, ou, plus souvent, des ondes radioélectriques à très haute fréquence. Pour tirer le meilleur parti de la bande allouée à chaque canal la transmission utilise un modem.
Les dispositifs de transmission série à haut débit basés sur des signaux électriques sont constitués de réseaux de lignes de transmission de point à point. Les embranchements et bifurcations, appelés nodes, comportent au moins des circuits avec des récepteurs et transmetteurs adaptés en impédance à la ligne reliés par des distributeurs. Ils peuvent aussi participer plus activement à la transmission avec des circuits de remise en forme du signal, de routage ou de négociation du protocole de communication et de la mémoire tampon.
Les dispositifs basés sur la transmission par fibre optique se constituent de la même manière, à l'exception des récepteurs et transmetteurs basés sur des transducteurs opto-électroniques.
La transmission série se fait généralement par trames. Une trame contient des informations auxiliaires, nécessaires à la transmission, notamment un signal qui indique le début du message, sans lequel on ne peut pas transmettre des mots, faute de savoir où ils commencent. Les autres informations auxiliaires varient selon le type de transmission. Les bus informatiques et les réseaux transmettent une adresse de destination, souvent par paquets ; les liaisons audiovisuelles des informations de statut et de codage.

## Caractéristiques
En général, les dispositifs de transmission numérique en série distinguent deux signaux correspondant l'un à 1 et l'autre à 0. Ces signaux peuvent être des niveaux électriques, des transitions entre niveaux ou bien une transition ou un maintien. L’élément de signal de la transmission est un bit. Pour tirer le meilleur parti des caractéristiques d'une voie de transmission, des systèmes numériques peuvent distinguer plus de niveaux. Dans ce cas, chaque élément numérique à n niveaux contient {\displaystyle \log _{2}n} bits.
Beaucoup de voies de transmission, notamment lorsqu'elles joignent deux sites distants, ne permettent pas la détection de niveaux absolus. On transmet une modulation de fréquence porteuse. La rapidité de modulation, qui est l'inverse de la durée du plus petit évènement de transmission s'exprime en bauds. Chacun de ces éléments peut coder plus d'un bit. Lorsqu'on doit tirer le meilleur parti de lignes de qualité médiocre, on utilise des modulateurs-démodulateurs (modems).
Le débit binaire d'une voie de transmission série est le produit de fréquence d'horloge ou de la rapidité de modulation, en bauds, par le logarithme en base 2 du nombre d'états possibles de l'élément de transmission : nombre de niveaux, ou nombre de combinaisons valides de modulations.
Les éléments d'information étant transmis les uns après les autres, le récepteur doit les distinguer à un instant précis.

### Transmission série synchrone
Dans la transmission série synchrone, un signal de synchronisation détermine l'instant où le récepteur doit acquérir un élément de donnée. Si ce signal n'est pas un signal d'horloge régulier, il faut le transmettre parallèlement aux données. La transmission d'un signal d'horloge est une charge, et sa dégradation en ligne par le bruit et la gigue pourrait causer des erreurs. En général, le récepteur reconstitue un signal d'horloge à partir du signal transmis grâce à une boucle à phase asservie. Cette horloge basée sur le signal lui permet de reconstituer l'information, qu'il place dans un registre. Il communique ensuite la donnée à l'instant requis par l'horloge du système récepteur.
La reconstitution d'un signal d'horloge stable avec une fréquence qui suit la moyenne de celle du signal n'évite pas les erreurs dues au bruit de fond et à la gigue. Le protocole de transmission ajoute des informations redondantes, obtenues à partir des données : une somme de contrôle qui peut se réduire à un bit de parité, un contrôle de redondance cyclique. Ces informations qui assurent la communication entre émetteur et récepteur font partie du système de transmission, et n'en sortent pas.
Certains systèmes bouleversent l'ordre des données pour faciliter la reconstitution de l'horloge ou la détection et la correction des erreurs. À la réception, le désembrouillage rétablit l'ordre correct.

### Transmission série asynchrone
Dans la transmission asynchrone, les émissions sont séparées par une durée minimale d'inactivité de la ligne. Le récepteur initialise l'enregistrement d'une nouvelle donnée. La transmission commence par un signal de départ, qui établit la cadence à laquelle vont se succéder les éléments d'information à suivre. Ce procédé s'emploie surtout à des cadences modérées et avec des trames courtes. On ajoute le plus souvent un bit de parité.

## Utilisations
La transmission série domine dès que les composants à relier sont à quelque distance.
L'ensemble des télécommunications s'établit sur des liaisons série. On transmet séquentiellement non seulement les bits de chaque transmission, mais on multiplexe les paquets de plusieurs transmissions sur le même canal physique.
Il en va de même avec les lignes de transmission de l'audiovisuel numérique. Les liaisons audio (AES/EBU, MADI) multiplexent deux canaux audio en série ou plus, les liaisons SDI transmettent un signal vidéo et plusieurs canaux audio multiplexés.

## Comparaison entre la transmission en série et la transmission en parallèle
Le traitement arithmétique et logique des données se fait généralement en parallèle. La donnée de sortie s'obtient par des relations logiques simultanées entre les éléments d'information de la ou des données d'entrée. Il y a lieu, pour un usage donné, de comparer la transmission série, qui va exiger au moins un circuit de sérialisation, à la transmission parallèle, qui peut se faire directement avec les lignes de sortie du processeur.
À fréquence égale, la transmission parallèle a un débit plus élevé. La transmission série compense en général cette faiblesse par une fréquence plus élevée lorsque c'est physiquement réalisable avec les technologies existantes.
Plusieurs facteurs permettent cette fréquence élevée :
- la différence de temps de propagation entre les différentes liaisons (le skew) est plus facile à maitriser avec un nombre de lignes de communication plus faible, puisqu'il n'y en a qu'une[réf. souhaitée] ;
- une liaison série est moins exposée à la diaphonie[réf. nécessaire] ;
- une liaison série requiert un nombre de lignes de communication plus faible ce qui permet de libérer de la place, qui peut servir à améliorer la compatibilité électromagnétique[réf. nécessaire].

D'autre part, une liaison série requiert un nombre de voies de transmission plus faible, et donc un gain de broches particulièrement intéressant pour les micro-puces puisqu'il entraine une diminution de la taille et donc du prix de celles-ci[réf. nécessaire].

## Exemples de protocoles de communication série

### Liaison point à point
- AES/EBU
- CoaXPress
- Fibre optique
- RS-232, RS-422
- Serial ATA
- Serial digital interface
- UART

### Liaisons multipoints bas débit
- Controller Area Network
- I²C
- RS-485

### Liaisons multipoints haut débit
- ARINC 818
- Ethernet
- Fibre Channel
- FireWire
- InfiniBand
- PCI, PCI Express
- Serial Attached SCSI
- Serial Peripheral Interface
- USB